# Brenztalbrücke
Die Brenztalbrücke ist eine 1981 eröffnete, 372 m lange vierspurige Balkenbrücke der Autobahn 7 bei Giengen an der Brenz in Baden-Württemberg. 
Die Brücke besteht aus zwei separaten, parallelen Brückenbauwerken. Sie überquert in 40 m Höhe mit einer leichten Kurve die Brenz, die Brenzbahn, einige Straßen und eine 110-kV-Freileitung.
Die Baukosten für das Bauwerk aus Spannbeton beliefen sich auf 16 Mio. DM (in heutiger Kaufkraft 20 Mio. €). 

## Bilder

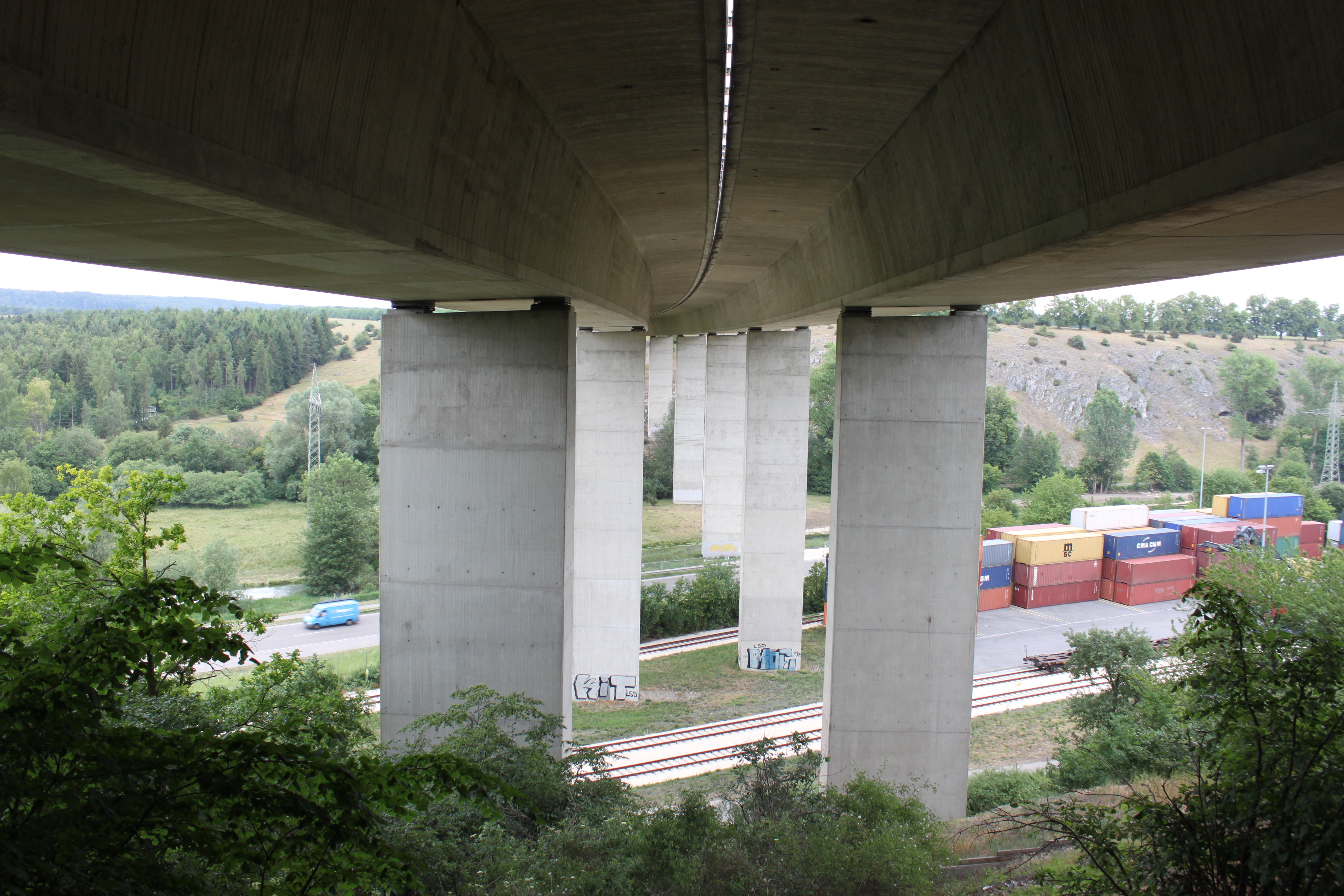
Gut zu erkennen ist die Lücke zwischen den parallelen Brückenbauwerken. Links der Pfeiler steht ein Mast der unterquerenden Freileitung.
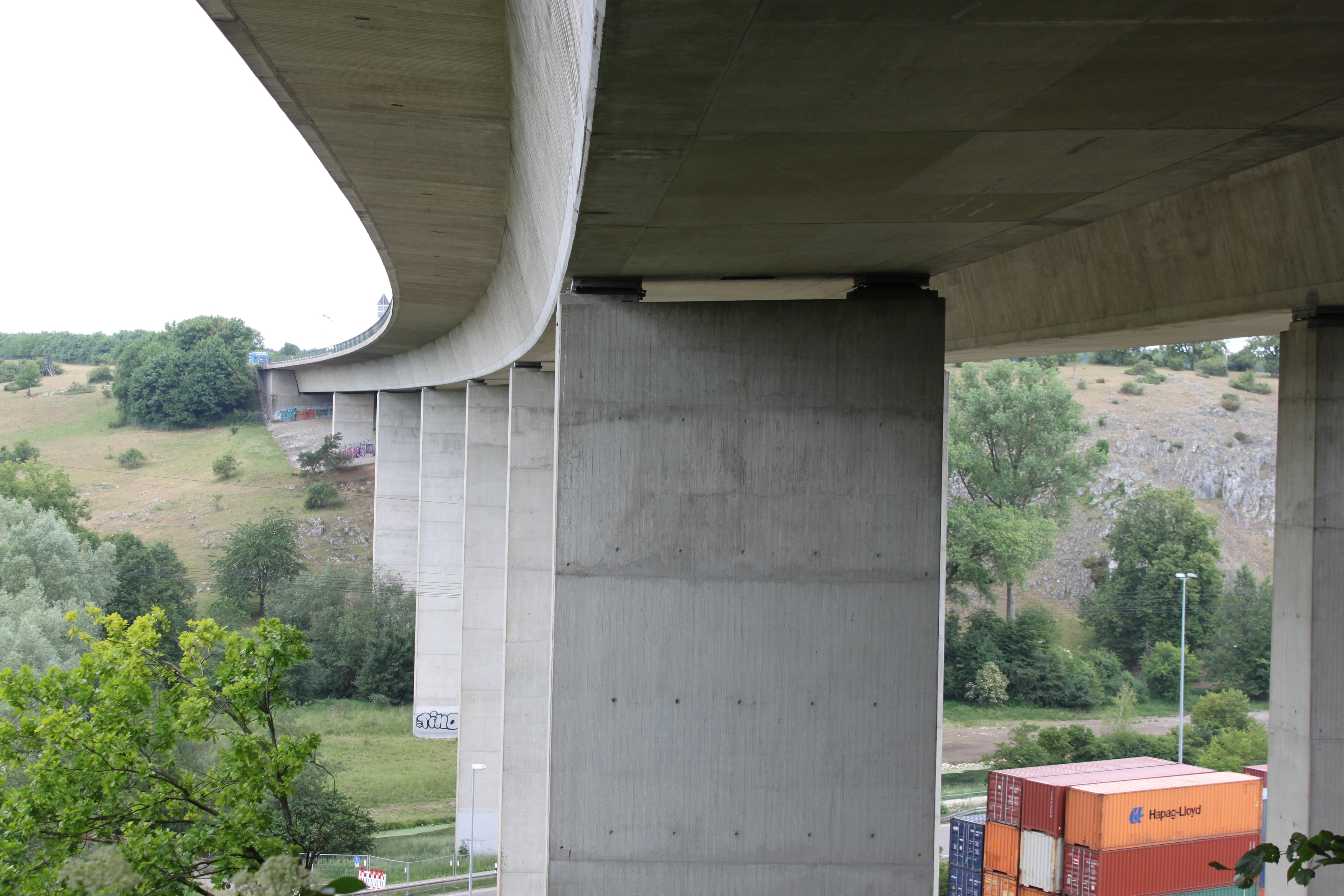
Die Brücke beschreibt eine leichte nach Westen geöffnete Kurve.
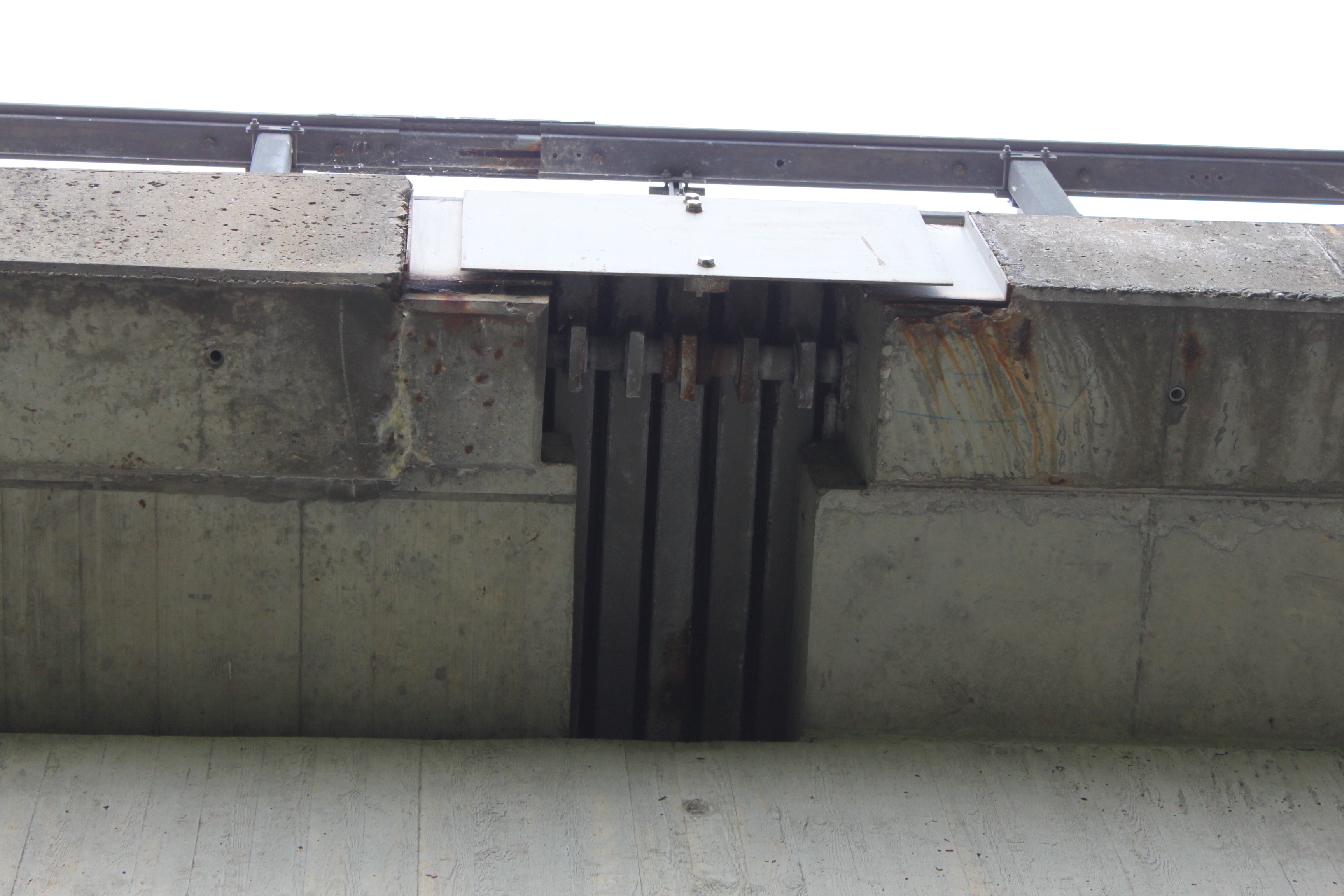
Eine der zwei Dehnfugen von unten.
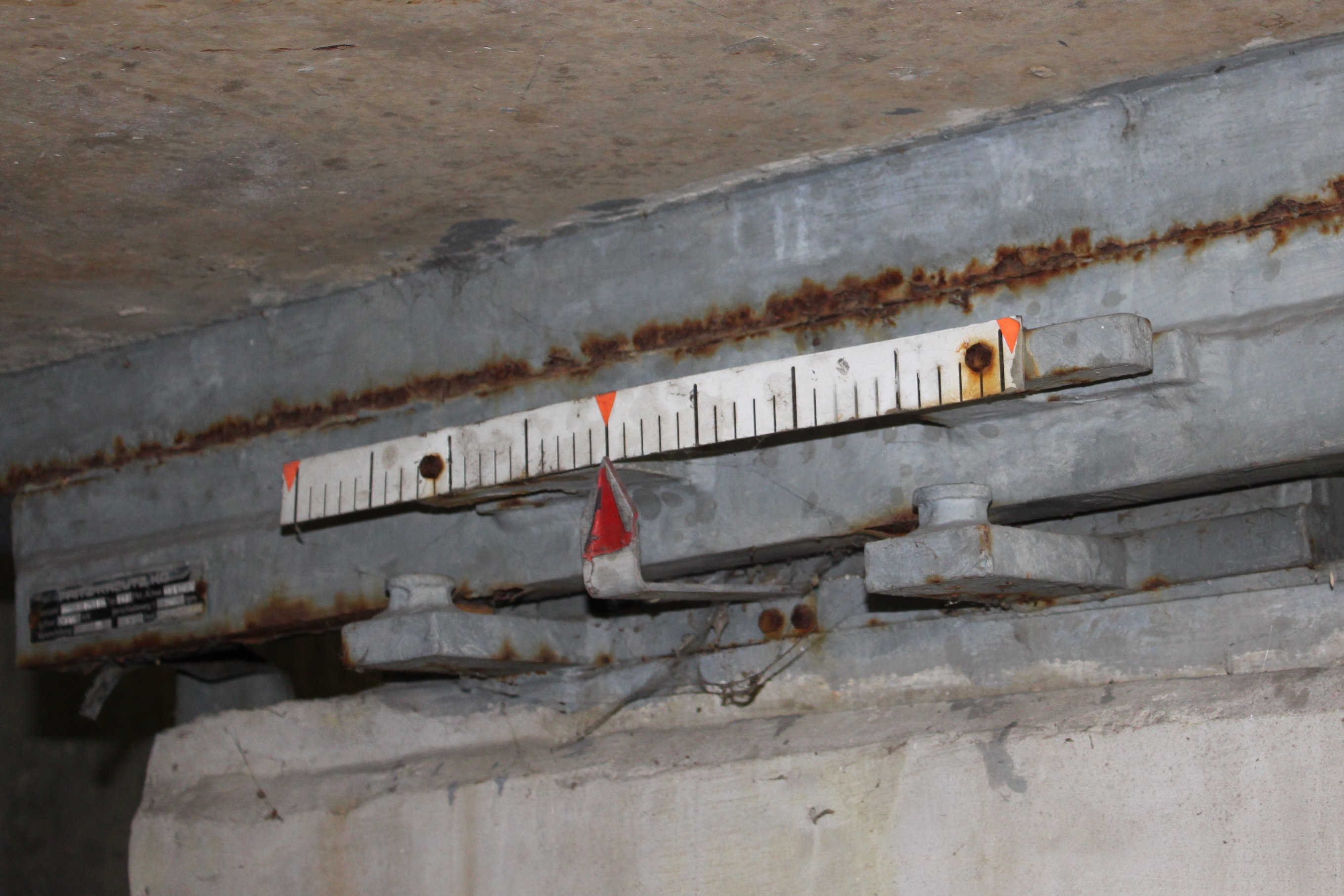
Skala zur Kontrolle der Brückenausdehnung.